# Угорщина на пісенному конкурсі Євробачення
Угорщина брала участь у Пісенному конкурсі «Євробачення» 17 разів, починаючи з 1994 року. В 1993 році країна подала заявку на участь, але не пройшла до фіналу. Найкращим результатом Угорщини на конкурсі стало 4-е місце, яке посіла у 1994 році Фрідеріка Баєр.

## Історія участі
Першою представницею Угорщини на пісенному конкурсі Євробачення могла стати Андреа Шуляк з піснею «Árva reggel» у 1993 році, але був проведений відбірковий тур для країн колишнього Східного блоку, і співачка не змогла пройти до фіналу. Перша офіційна участь Угорщини відбулася у 1994 році, коли країну представляла Фрідеріка Баєр з піснею «Kinek mondjam el vétkeimet?» та зайняла 4-е місце. На сьогодні, це найкращий результат країни на конкурсі.
У 1995 році Угорщина посіла передостаннє, 22-е місце, отримавши лише 3 бали, та обійшла Німеччину. У 1996 році представник країни Джон Дельхуса не зміг отримати кваліфікацію у відбірковому турі, щоб пройти до фіналу.
Угорщина не брала участь у конкурсі з 1999 по 2004 роки, поки не повернулася у 2005, де посіла 12-е місце у фіналі з піснею «Forogj, világ!» у виконанні гурту Nox. Після однорічної відсутності, Угорщина повернулася на конкурс 2007 року. Тоді країну представляла Магді Ружа, переможниця 3-го сезону угорського талант-шоу Megasztár. У Гельсінкі, її пісня «Unsubstantial Blues» зайняла 9-е місце та отримала 128 балів.
Незважаючи на останнє місце у другому півфіналі Євробачення 2008, телекомпанія Magyar Televízió підтвердила участь країни в наступному році. Золі Адок з піснею «Dance with Me» зайняв 15-е місце у другому півфіналі, не пройшовши до фіналу.
У 2010 році Угорщина відмовилася від участі через фінансові обмеження. Телеканал Duna TV подав заявку на членство в Європейській Мовній Спілці, щоб повернутися на конкурс у Дюссельдорфі. Однак під час 65-ї конференції ЄМС пропозицію Duna TV стати активним членом було відхилено. У грудні 2010 року було підтверджено, що MTV транслюватиме конкурс 2011 року. Представницею країни стала Каті Волф з піснею «What About My Dreams?». Вона пройшла у фінал, де посіла 22-е місце з 53 балами.
У 2012 році MTV організувало національний фінал A Dal, щоб вибрати представника Угорщини на Євробачення. Перемогла пісня «Sound of Our Hearts» у виконанні гурту Compact Disco. На конкурсі в Баку, пісня зайняла 24-е місце у фіналі та отримала 19 балів.
У 2013 році Угорщина потрапила у топ-10, завдяки інді-поп співаку ByeAlex, який посів 10-е місце із піснею «Kedvesem» з результатом у 84 бали. Країна потрапила у топ-5 у 2014 році, коли Андраш Каллаї-Сондерс зайняв 5-е місце із піснею «Running», тим самим досягнувши найкращого результату Угорщини з моменту її першої участі в 1994 році.
На конкурсі 2015 року у Відні, співачка Boggie посіла лише 20-е місце із піснею «Wars For Nothing» та отримала 19 балів. На Євробаченні 2016, країну представляв Фредді. Його пісня «Pioneer» зайняла 4-е місце у першому півфіналі, однак у фіналі конкурсу співак фінішував 19-им.
У 2017 році Угорщина знову потрапила у Топ-10, коли співак Йоці Папої зайняв 8-е місце з піснею «Origo» та отримав 200 балів. У 2018 році рок-гурт AWS посів 21-е місце з піснею «Viszlát nyár». Наступного року, країну знову представляв Йоці Папої. У Тель-Авіві, його пісня «Az én apám» не потрапила у фінал, що стало третьою некваліфікацією Угорщини на конкурсі.
З 2020 року Угорщина не бере участь у конкурсі. Причиною цьому вважають зростання настроїв проти ЛГБТ-спільноти серед керівництва країни. Хоча телекомпанія не назвала жодної офіційної причини відмови.

## Учасники Євробачення від Угорщини
Умовні позначення
     Переможець
     Друге місце
     Третє місце
     Четверте місце
     П'яте місце
     Останнє місце
     Автоматичний фіналіст
     Не пройшла до фіналу
     Не брала участі
| Рік                               | Місце проведення | Виконавець            | Пісня                           | Мова                 | Переклад                               | Фінал                      | Фінал                      | Півфінал       | Півфінал       |
| Рік                               | Місце проведення | Виконавець            | Пісня                           | Мова                 | Переклад                               | Місце                      | Бали                       | Місце          | Бали           |
| --------------------------------- | ---------------- | --------------------- | ------------------------------- | -------------------- | -------------------------------------- | -------------------------- | -------------------------- | -------------- | -------------- |
| 1994                              | Дублін           | Фрідеріка Баєр        | «Kinek mondjam el vétkeimet?»   | Угорська             | Кому мені розповісти про свої провини? | 4-е                        | 122                        | Без півфіналів | Без півфіналів |
| 1995                              | Дублін           | Csaba Szigeti         | «Új név a régi ház falán»       | Угорська             | Нове ім'я на стіні старого будинку     | 22-е                       | 3                          | Без півфіналів | Без півфіналів |
| 1997                              | Дублін           | V.I.P.                | «Miért kell, hogy elmenj?»      | Угорська             | Чому ти маєш йти?                      | 12-е                       | 39                         | Без півфіналів | Без півфіналів |
| 1998                              | Бірмінгем        | Charlie               | «A holnap már nem lesz szomorú» | Угорська             | Завтра вже не буде сумно               | 23-є                       | 4                          | Без півфіналів | Без півфіналів |
| 2005                              | Київ             | Nox                   | «Forogj, világ!»                | Угорська             | Крутися, світ!                         | 12-е                       | 97                         | 5-е            | 167            |
| 2007                              | Гельсінкі        | Магді Ружа            | «Unsubstantial Blues»           | Англійська           | Несуттєвий блюз                        | 9-е                        | 128                        | 2-е            | 224            |
| 2008                              | Белград          | Чезі                  | «Candlelight»                   | Англійська, Угорська | Світло свічок                          | Не вдалося кваліфікуватися | Не вдалося кваліфікуватися | 19-е           | 6              |
| 2009                              | Москва           | Золі Адок             | «Dance with me»                 | Англійська           | Танцюй зі мною                         | Не вдалося кваліфікуватися | Не вдалося кваліфікуватися | 15-е           | 16             |
| 2011                              | Дюссельдорф      | Каті Волф             | «What about my dreams?»         | Англійська, Угорська | А як щодо моїх мрій?                   | 22-е                       | 53                         | 7-е            | 72             |
| 2012                              | Баку             | Compact Disco         | «Sound Of Our Hearts»           | Англійська           | Звук наших сердець                     | 24-е                       | 19                         | 10-е           | 52             |
| 2013                              | Мальме           | ByeAlex               | «Kedvesem»                      | Угорська             | Моя люба                               | 10-е                       | 84                         | 8-е            | 66             |
| 2014                              | Копенгаген       | Андраш Каллаї-Сондерс | «Running»                       | Англійська           | Біг                                    | 5-е                        | 143                        | 3-є            | 127            |
| 2015                              | Відень           | Boggie                | «Wars For Nothing»              | Англійська           | Війни за ніщо                          | 20-е                       | 19                         | 8-е            | 67             |
| 2016                              | Стокгольм        | Фредді                | «Pioneer»                       | Англійська           | Піонер                                 | 19-е                       | 108                        | 4-е            | 197            |
| 2017                              | Київ             | Йоці Папаї            | «Origo»                         | Угорська             | Походження                             | 8-е                        | 200                        | 2-е            | 231            |
| 2018                              | Лісабон          | AWS                   | «Viszlát Nyár»                  | Угорська             | До побачення літо                      | 21-е                       | 93                         | 10-е           | 111            |
| 2019                              | Тель-Авів        | Йоці Папаї            | «Az én apám»                    | Угорська             | Мій батько                             | Не вдалося кваліфікуватися | Не вдалося кваліфікуватися | 12-е           | 97             |
| Не брала участь в 2020-2025 роках |                  |                       |                                 |                      |                                        |                            |                            |                |                |

## Галерея

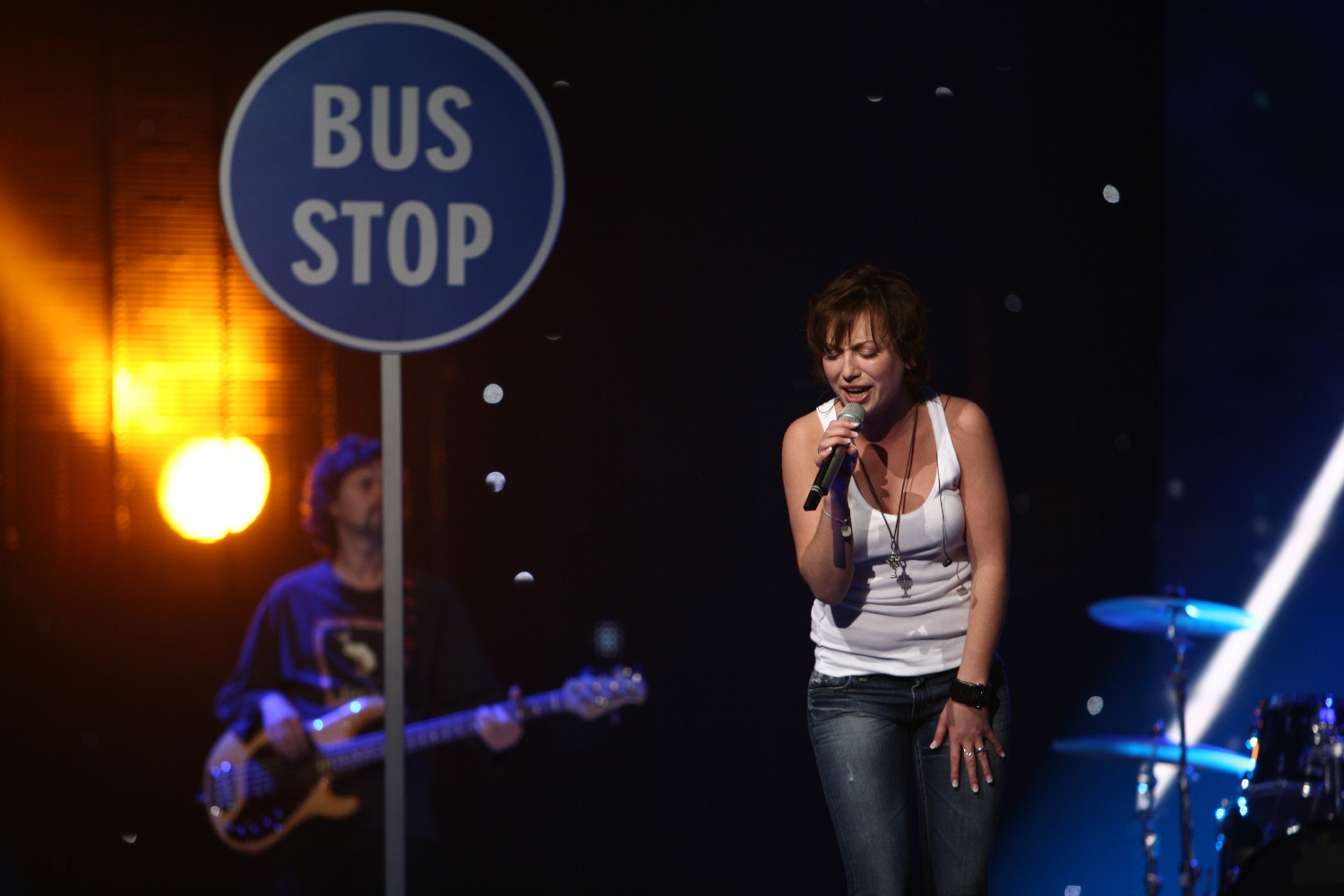
Магді Ружа у Гельсінкі (2007)
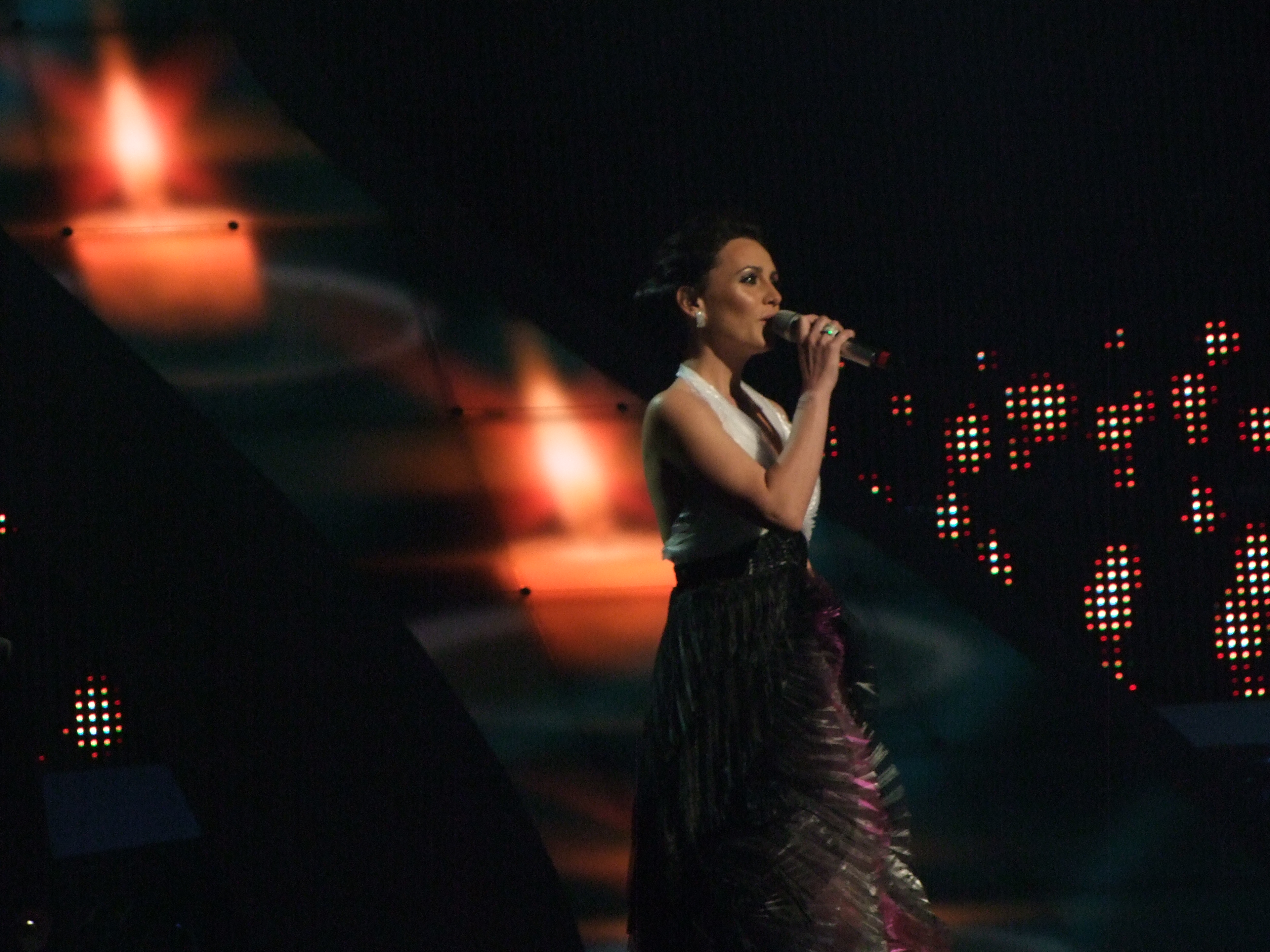
Чезі у Белграді (2008)
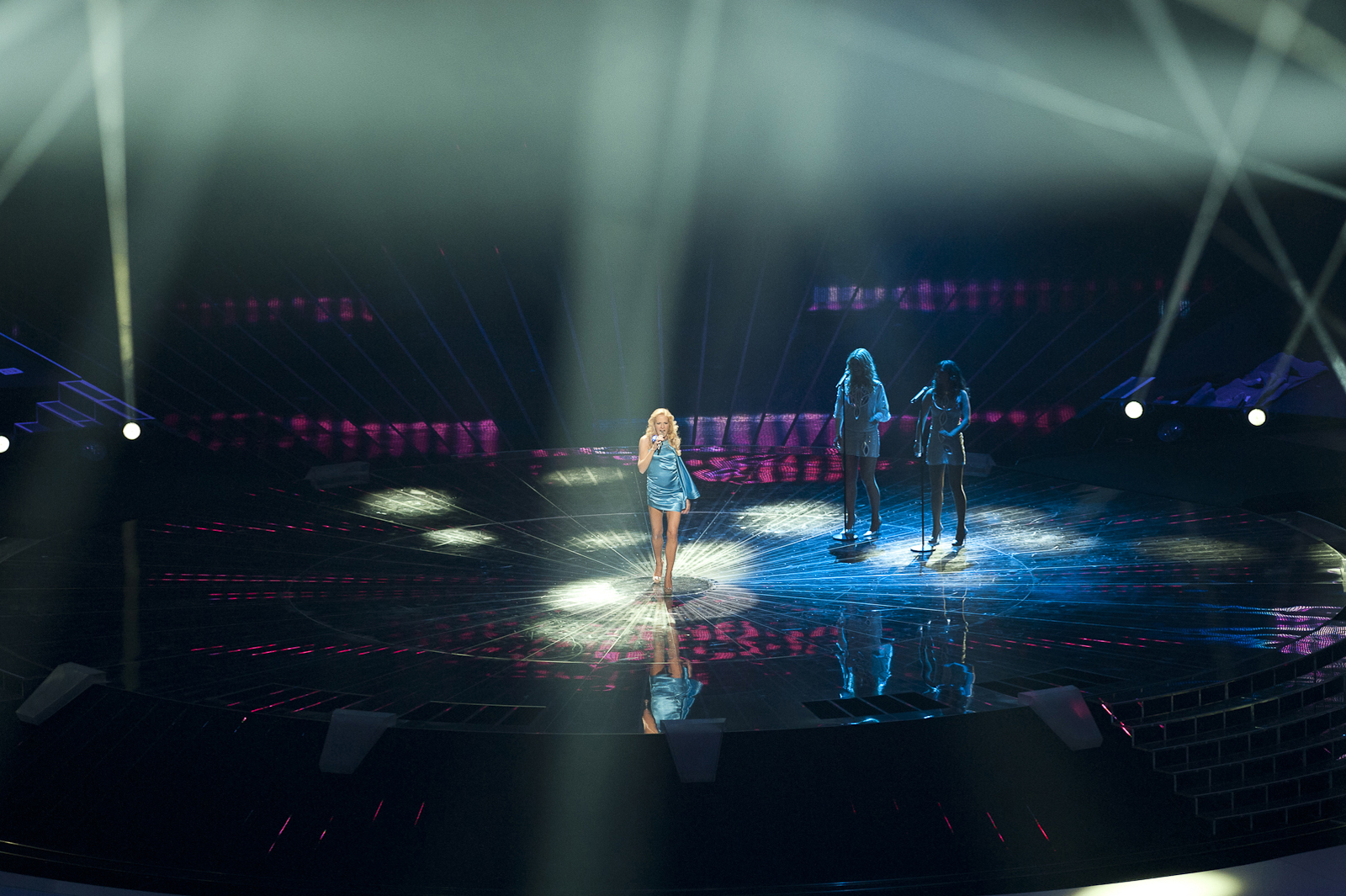
Каті Волф у Дюссельдорфі (2011)
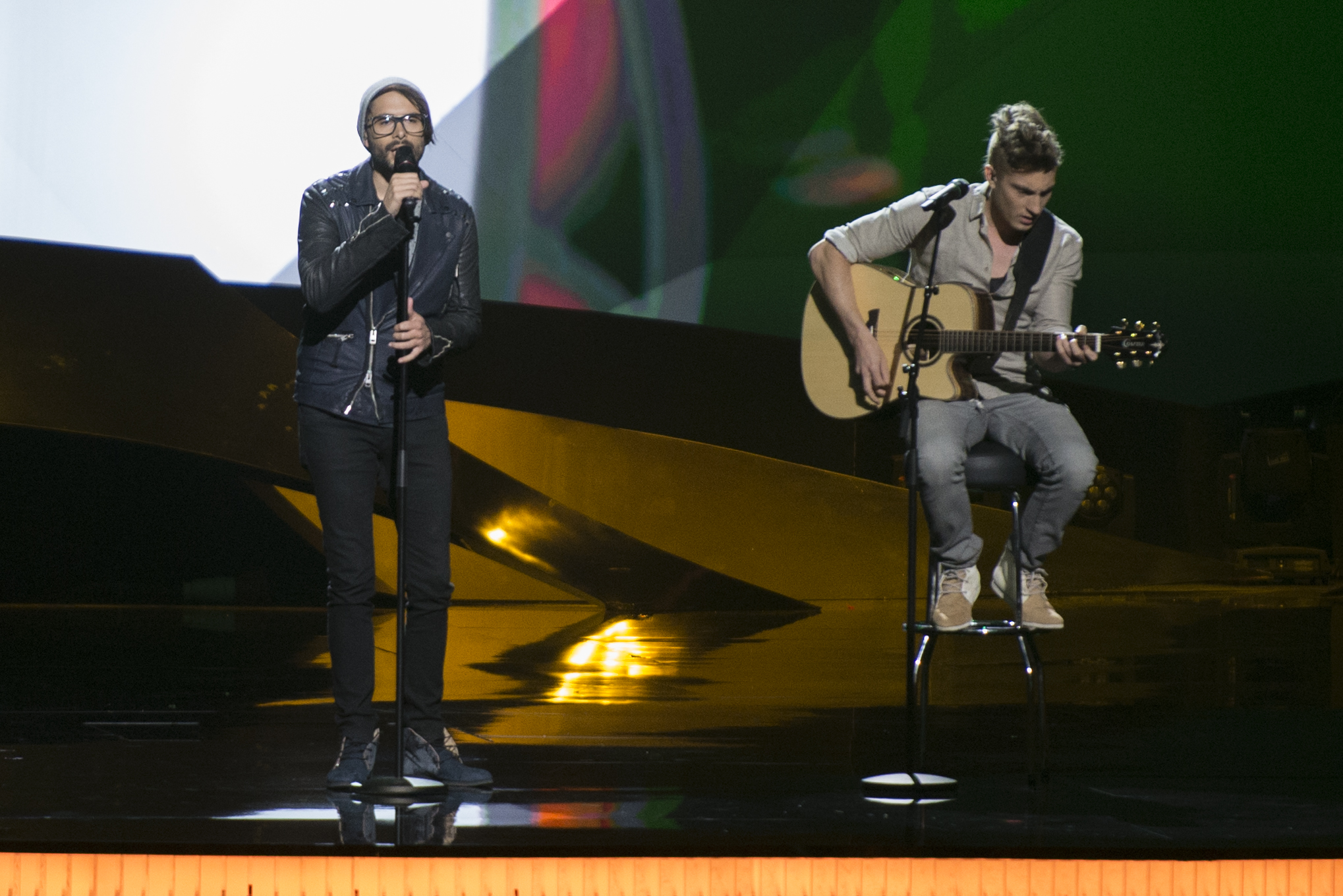
ByeAlex в Мальме (2013)
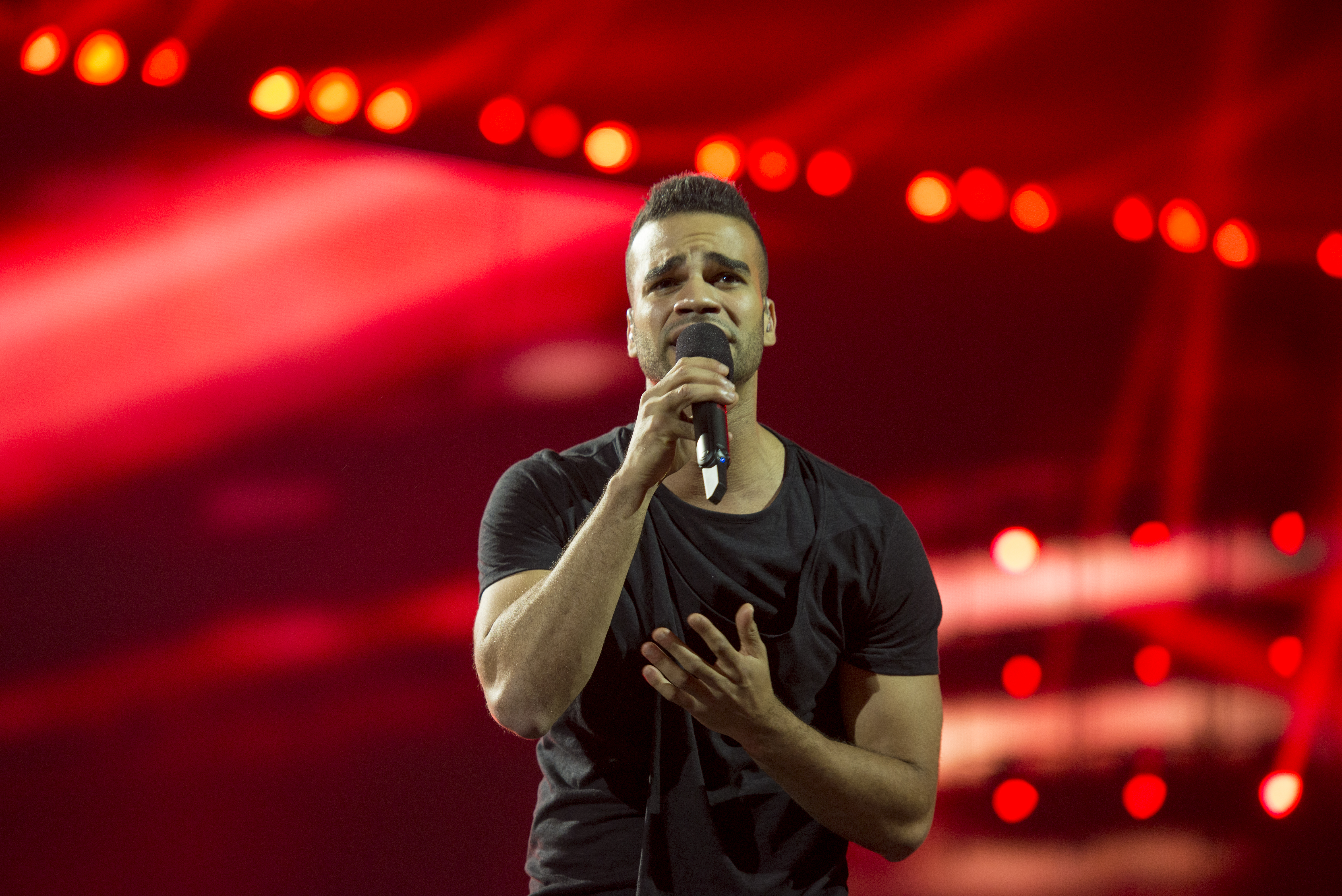
Андраш Каллаї-Сондерс у Копенгагені (2014)
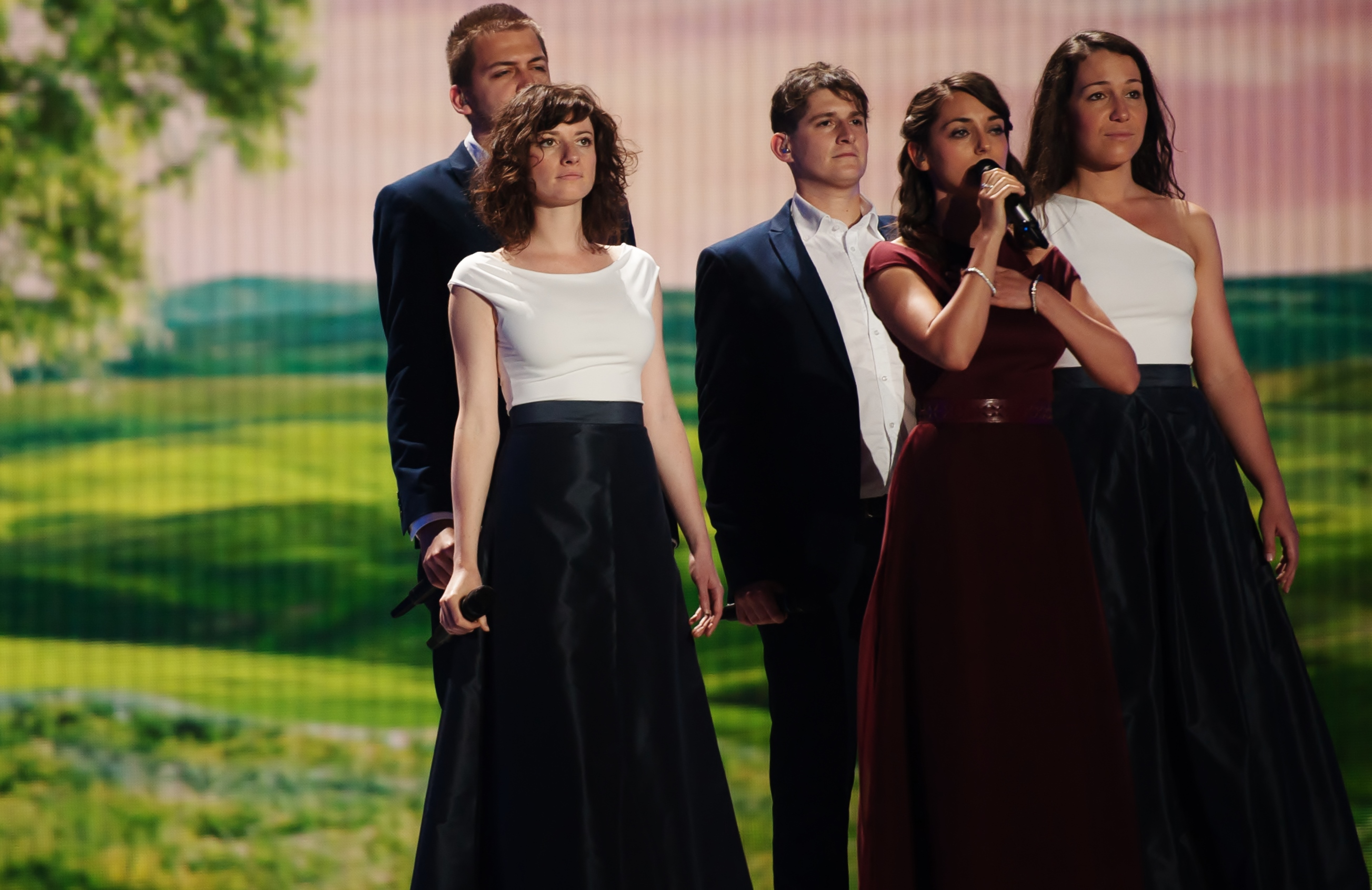
Boggie у Відні (2015)
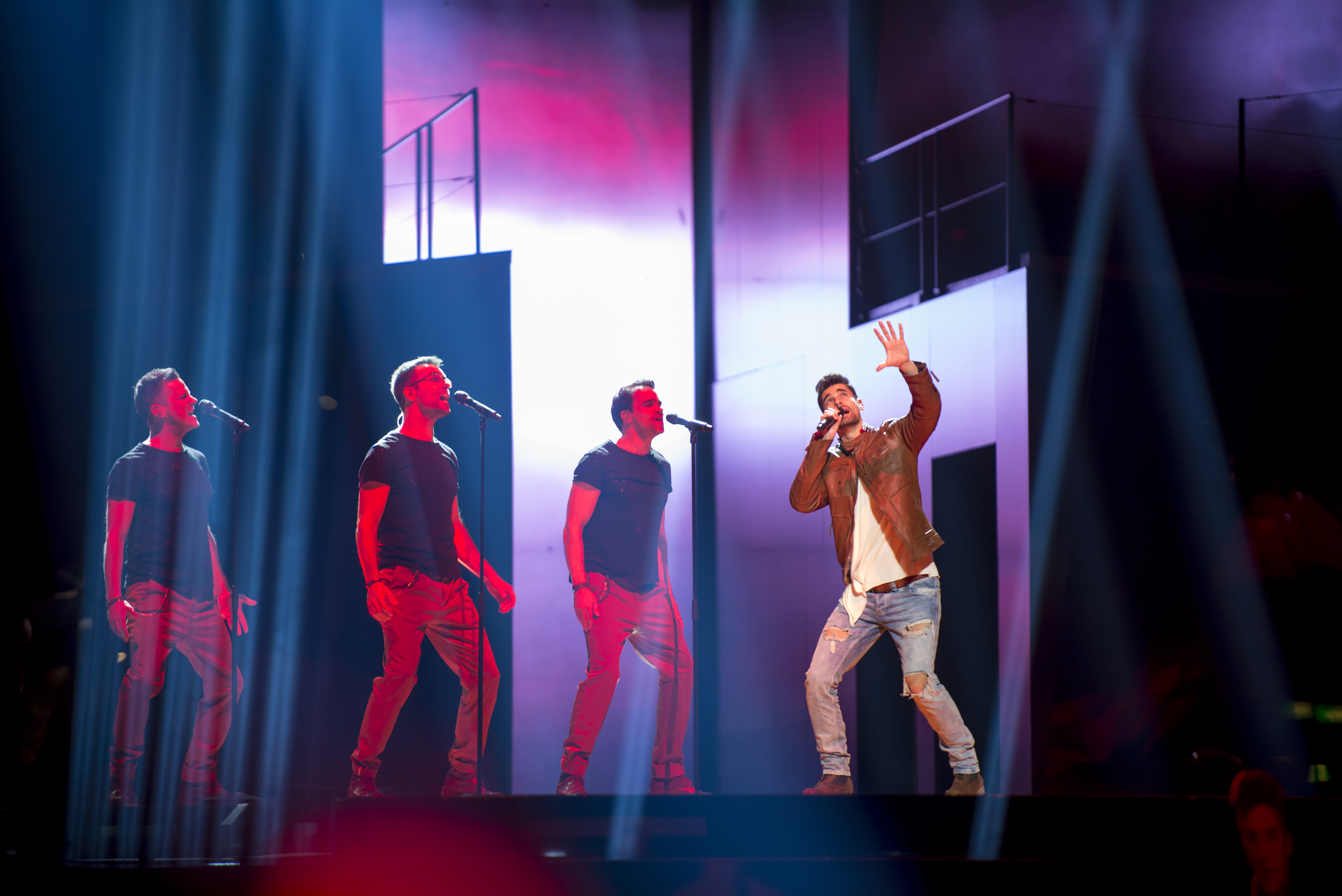
Фредді у Стокгольмі (2016)
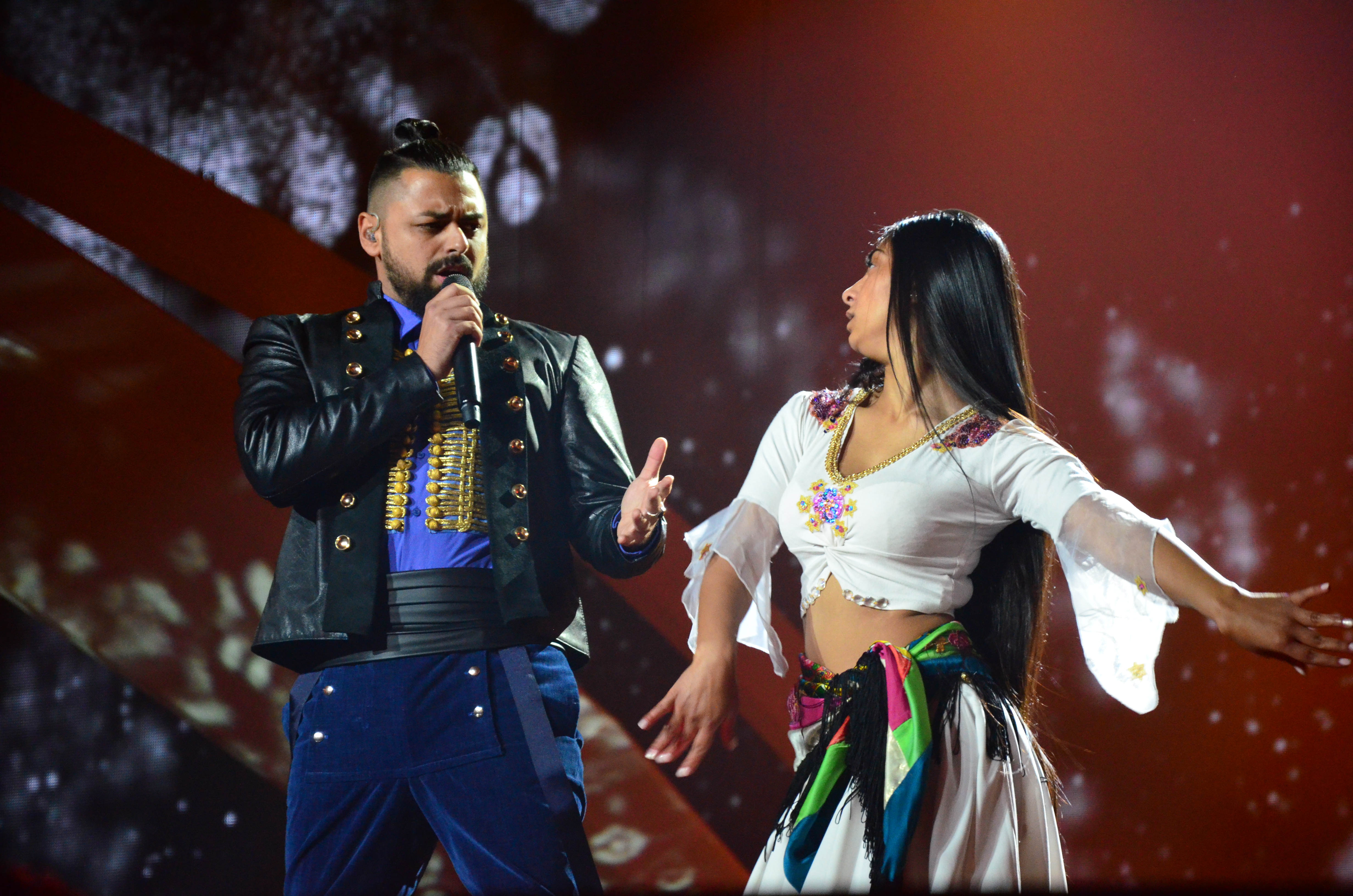
Йоці Папої в Києві (2017)
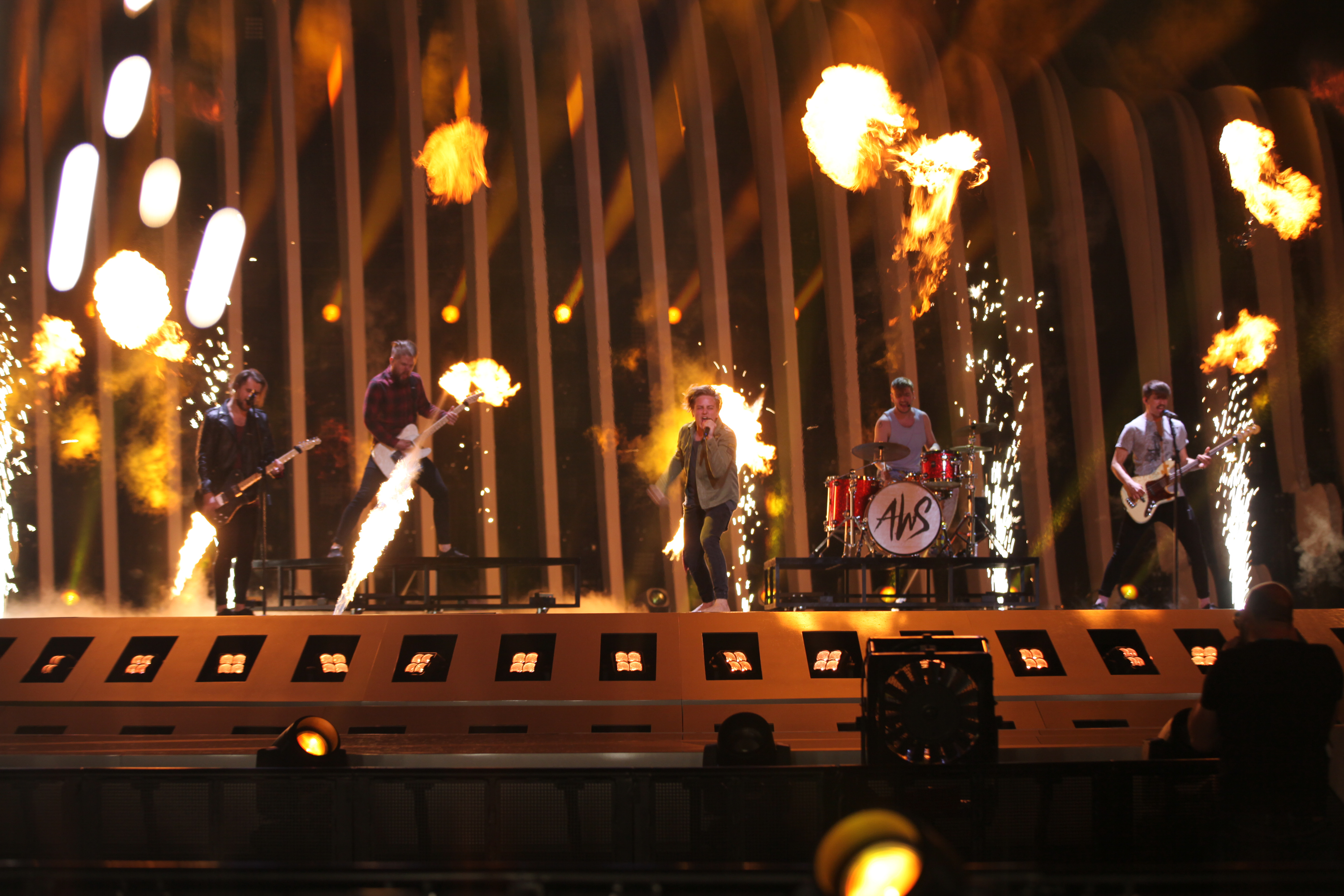
AWS у Лісабоні (2018)
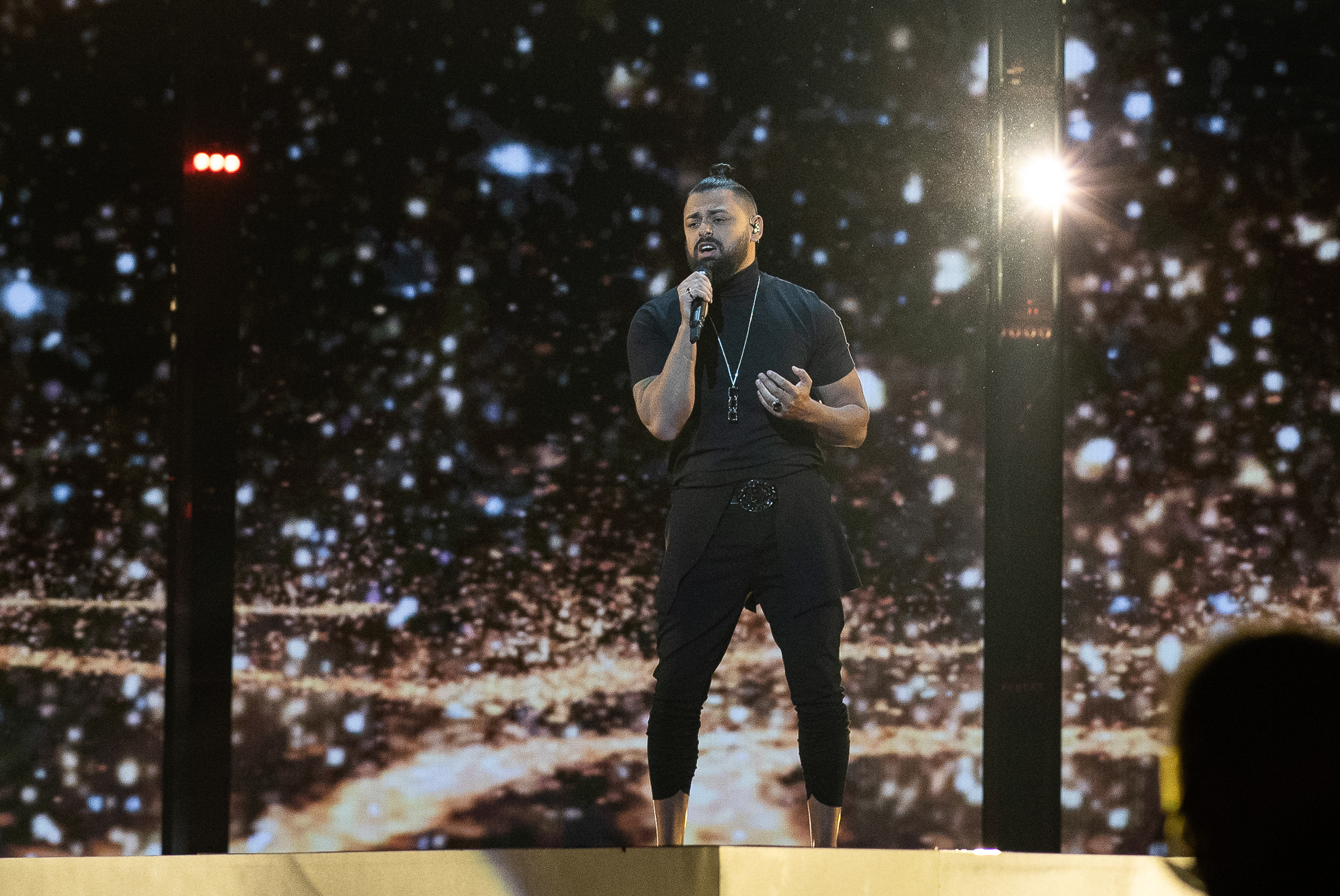
Йоці Папої у Тель-Авіві (2019)

## Нагороди
Премія Марселя Безансона
| Рік  | Країна   | Категорія         | Пісня                 | Виконавець | Результат | Бали | Місце проведення |
| ---- | -------- | ----------------- | --------------------- | ---------- | --------- | ---- | ---------------- |
| 2007 | Угорщина | Приз композиторів | «Unsubstantial Blues» | Магді Ружа | 9-е       | 128  | Гельсінкі        |

Премія Барбари Декс
| Рік  | Країна   | Виконавець | Пісня           | Місце           | Місто проведення |
| ---- | -------- | ---------- | --------------- | --------------- | ---------------- |
| 2009 | Угорщина | Золі Адок  | «Dance with Me» | 15-е (півфінал) | Москва           |

Переможець від OGAE
| Рік  | Пісня                   | Виконавець | Місце | Бали | Місто проведення |
| ---- | ----------------------- | ---------- | ----- | ---- | ---------------- |
| 2011 | «What About My Dreams?» | Каті Волф  | 22-е  | 53   | Дюссельдорф      |

## Статистика голосувань (1994–2019)
| № | Дано        | Дано | Отримано  | Отримано |
| № | Країни      | Бали | Країни    | Бали     |
| - | ----------- | ---- | --------- | -------- |
| 1 | Швеція      | 71   | Сербія    | 68       |
| 2 | Нідерланди  | 62   | Румунія   | 67       |
| 3 | Норвегія    | 61   | Фінляндія | 61       |
| 4 | Азербайджан | 59   | Хорватія  | 53       |
| 5 | Данія       | 59   | Польща    | 50       |